# ويليام جون ماكجي
ويليام جون ماكجي (بالإنجليزية: William John McGee)‏ هو جيولوجي وعالم إنسان ومخترع أمريكي، ولد في 17 أبريل 1853 في مقاطعة دوبوك في الولايات المتحدة، وتوفي في 4 سبتمبر 1912 في واشنطن العاصمة في الولايات المتحدة.